# Koszmosz–1618
Koszmosz–1618 (Sztrela–3) az első orosz új típusú, második generációs egység, kommunikációs műhold.

## Jellemzői
Fejlesztésének, szolgálatba állításának célja, hogy leváltsa az első generációs Sztrela–1M, majd a Sztrela–2M egységeket. Feltöltött állapotban 12 műhold biztosította a folyamatos és nagy kapacitású kommunikációt.

## Küldetés
Készítette az (NPO) Tudományos Termelési Egyesülés (NPO) (НПО–прикладной механики им. акад. М. Ф. Решетнёва). Üzemeltetője a Moszkvai Honvédelmi Minisztérium (oroszul: Министерство обороны (МО) СССР), az Orosz Űrvédelmi Erők Parancsnoksága (Космические войска Российской Федерации–КВРФ; KVRF jelenleg VVKO). Egyszerre hat műholdat indítottak pályára: Koszmosz–1617; Koszmosz–1618; Koszmosz–1619; Koszmosz–1620; Koszmosz–1621; Koszmosz–1622.
Megnevezései: GRAU-kódja: 17F13 (17Ф13); COSPAR: 1985-003B; SATCAT kódja: 15470.
1985. január 15-én a Pleszeck űrrepülőtérről, az LC132/1 (LC–Launch Complex) jelű indítóállványról egy Ciklon–3 hordozórakétával állították alacsony Föld körüli pályára (LEO = Low-Earth Orbit). Orbitális pályája 114,02 perces, 82,6° hajlásszögű, geocentrikus pálya perigeuma 1406 kilométer, apogeuma 1415 kilométer volt.
Stabilitását a Föld mágneses tengelyéhez igazították. Stabilitását egy passzív rúd is segítette. Alakja hengeres test, magasság: 1,50, átmérője: 1,00 méter. Tömege 225 kilogramm. Szolgálati idejét 5 évre tervezték. Telemetriai egysége a felszerelt antennák segítségével képes volt vevő és adó pozícióban dolgozni. Tárolókapacitása 12 Mbit adat, lejátszósebessége  2,4 kbit/másodperc. Az űreszköz felületét napelemek borították (50 W), éjszakai (földárnyék) energiaellátását újratölthető nikkel-hidrogén (NiH2) kémiai akkumulátorok biztosították.